# Prozessfarbe

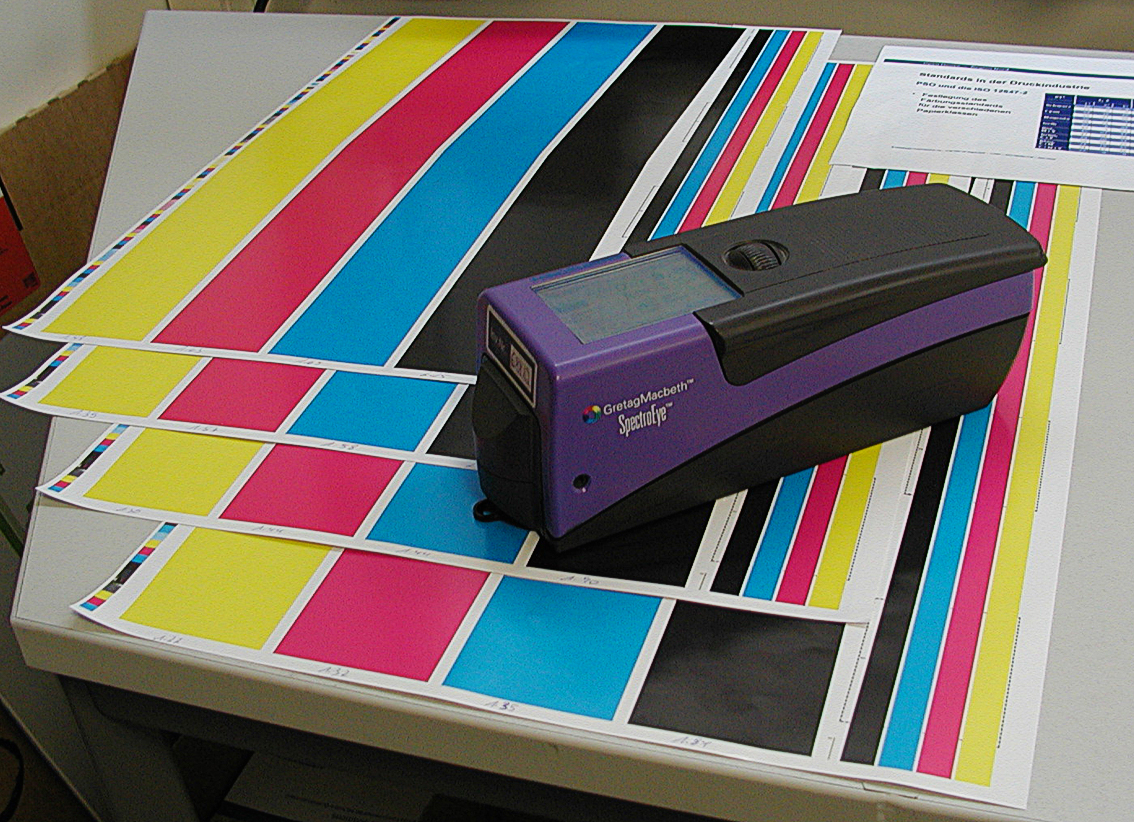
Testdruck der Prozessfarben Schwarz, Cyan, Magenta und Gelb

Eine Prozessfarbe ist die Farbe, die entsteht, wenn beim Druckvorgang mehrere Farben gleichzeitig (meist im Rasterverfahren) gedruckt werden. Beim Vierfarbdruck wird die Prozessfarbe aus den Farben Cyan, Magenta, Gelb und Schwarz zusammengesetzt.
Der Farbeindruck ergibt sich durch Farbmischung, wobei beim Rasterverfahren die Farben mit unterschiedlichem Rasterwinkel gedruckt werden. Unterschiedliche Farbtöne werden durch unterschiedliche Anteile der Farben erreicht. Der weiße Farbton ergibt sich aus der Farbe des Papiers.
Prozessfarben und Bildschirmfarben umfassen einen unterschiedlichen Bereich. Damit am Bildschirm und beim Druckvorgang ein gleicher Bildeindruck entsteht, müssen die Geräte kalibriert werden. Außerdem muss man sich auf den gemeinsamen Bereich (Farbraum) beschränken.
Im Gegensatz zu Prozessfarben wird eine Schmuckfarbe (auch Volltonfarbe genannt) bereits vor dem Drucken gemischt.